# Aegiphila integrifolia
Espèce
Synonymes
selon tropicos :
- Aegiphila arborescens (Aubl.) J.F. Gmel.
- Aegiphila arborescens Vahl
- Aegiphila arborescens var. breviflora Schauer
- Aegiphila arborescens var. brevifolia Schauer
- Aegiphila arborescens var. longifolia Schauer
- Aegiphila guianensis Moldenke
- Aegiphila integrifolia var. guianensis (Moldenke) López-Pal.
- Aegiphila sellowiana Cham.
- Callicarpa discolor Willd. ex Steud.
- Callicarpa globiflora Ruiz & Pav.
- Callicarpa integrifolia Jacq. - Basionyme
- Manabea arborescens Aubl.
- Manabea villosa Aubl.[1]

selon GBIF :
- Aegiphila amazonica Moldenke
- Aegiphila arborea Spruce
- Aegiphila arborea Spruce ex Moldenke
- Aegiphila arborescens (Aubl.) J.F.Gmel.
- Aegiphila arborescens var. breviflora Schauer
- Aegiphila arborescens var. longiflora Schauer
- Aegiphila cowanii Moldenke
- Aegiphila guianensis Moldenke
- Aegiphila integrifolia (Jacq.) Moldenke
- Aegiphila integrifolia var. guianensis (Moldenke) López-Pal.
- Aegiphila integrifolia var. integrifolia
- Aegiphila integrifolia var. lopez-palacii Moldenke
- Aegiphila parviflora Moldenke
- Callicarpa discolor Willd.
- Callicarpa discolor Willd. ex Steud.
- Callicarpa globiflora Ruiz & Pav.
- Callicarpa integrifolia Jacq. - Basionyme
- Clerodendrum discolor Willd.
- Clerodendrum discolor Willd. ex Moldenke
- Manabea arborescens Aubl.[2]

Aegiphila integrifolia est une  espèce de plantes à fleurs de la famille des Lamiaceae (anciennement des Verbenaceae). C'est un arbuste néotropical.
On l'appelle en Guyane bois de golette, aigpan kamwi (Palikur).

## Description
Aegiphila integrifolia est un arbuste ou petit arbre, atteignant jusqu'à 8 m de haut.
Ses branches sont tétragones et contiennent une moëlle. L'intérieur des rameaux, les pétioles et les inflorescences sont densément strigoses et soyeuses.
Le pétiole est long de 5 à 20 mm.
Les feuilles sont opposées souvent de taille inégale (anisophyllie), membraneuses ou chartacées, de forme oblongue ou elliptique, à marge entière ou parfois légèrement denticulée dans la partie supérieure du limbe, à base atténuée et décurrente dans le pétiole, à apex acuminé ou aigu, mesurant 7-30 x 3-12 cm.
Le limbe est foncé sur les deux faces, strigose peu abondante au dessus, devenant glabre et scabreux avec l'âge, strigose en dessous, plus dense sur les nervures.
La partie basale du limbe le long de la nervure primaire présentant souvent des glandes éparses en forme de disque.
Les nervures primaires et 10-12 paires de nervures secondaires sont proéminentes ou aplaties au-dessus, proéminentes en dessous.
L'inflorescence est solitaire, en cymes axillaires à nombreuses fleurs, mesurant 1,5-2 x 3,5-4 cm à l'anthèse.
Le pédoncule est long de 2-5 cm, les pédicelles sont longs de 2-7 mm, et les bractées de 1 mm.
Les bractéoles sont discrètes.
Le calice est de couleur verte, infundibuliforme, long de 4-6 mm, pubérulent à l'extérieur souvent avec des points glandulaires noirs, glabre à l'intérieur, avec 4 lobes triangulaires, aigus et longs de 1-1,5 mm.
La corolle est de couleur blanche, glabre, parfois avec des poils sores apprimés à l'extérieur, infundibuliforme, longue de 7-10 mm, à 4 lobes de forme oblong-lancéolés, aigus-obtus, longs de 2-3 mm.
On compte 4 étamines glabres, insérées à environ 3 mm au-dessus de la base du tube de la corolle, avec des filets longs de 6-7 mm les fleurs à style court (0,5-1 mm dans les fleurs à style long).
Les anthères sont longues de 1 mm.
L'ovaire est glabre, de forme oblong-eIlipsoïde, long de 0,5-1 mm, avec le style glabre, parfois avec des poils apprimés, long de 7 mm y compris la bifurcation longue de 2 mm dans les fleurs à style court (10-12 mm dont 4 mm de la bifurcation dans les fleurs à style long).
Lors de la fructification, le calice est cupuliforme, long d'environ 4 mm pour 6 mm de diamètre.
Le fruit passe du vert au jaune puis au rouge orangé, globuleux, lisse et brillant mesure environ 8 mm de diamètre.

## Répartition
On rencontre Aegiphila integrifolia dans toute l'Amérique du Sud tropicale.

## Écologie
Aegiphila integrifolia est une espèce pionnière localement commune dans la forêt secondaire sur le sable, jusqu'à 1 000 m d'altitude. Elle fleurit et fructifie tout au long de l'année.
Aegiphila integrifolia est hétérostylée.
Les fruits d’Aegiphila integrifolia sont disséminés à Trinidad par les oiseaux comme Tangara gyrola ou Tangara mexicana.
L'influence de l'intensité lumineuse sur les semis de Aegiphila integrifolia a été étudiée : l'exposition brusque au plein soleil de plantules initialement cultivées à l'ombre entraîne une diminution de la photosynthèse nette, mais ce paramètre se rétablit après le développement de nouvelles feuilles au soleil. Le processus d'endurcissement sous des niveaux d'irradiation élevés induit des réponses morpho-anatomiques telles que l'augmentation de l'épaisseur du parenchyme palissadique, la diminution de la surface totale des feuilles, et l'augmentation de la densité stomatique. Ainsi, cette acclimatation physiologique et morpho-anatomique augmente la résistance des plantules, et donc la probabilité de survie lors de la plantation in situ.
On a identifié une nouvelle espèce de parasitoïde de mouche des fruits (Opius hexachaeta Kula et Aguirre, Braconidae), sur des larves de Hexachaeta sp. (en) se nourrissant de graines de Aegiphila integrifolia (Jacq.) B.D. Jacks.
On a étudié la résistance de Aegiphila integrifolia aux fourmis coupeuses de feuilles Atta sexdens rubropilosa.
Le rôle de Aegiphila integrifolia dans la régénération naturelle a été étudié via sa présence dans la banque de graines du sol, et dans divers contextes,,,,,,.

## Usages
L'activité antivenin de Aegiphila integrifolia a été testée sur venin brut de Bothrops atrox : ses composés (lupéol, acide bétulinique, β-sitostérol, stigmastérol, mannitol, flavonoïdes, pectolinarigénine et hispiduline) ont partiellement inhibé les réactions protéolytiques, phospholipasiques.
Aegiphila integrifolia contient de la pectolinarigénine (flavonoïde) qui présente des effets neuroprotecteur et anti-inflammatoire, contre l'inflammation induite par les lipopolysaccharides dans les astrocytes.

## Protologue

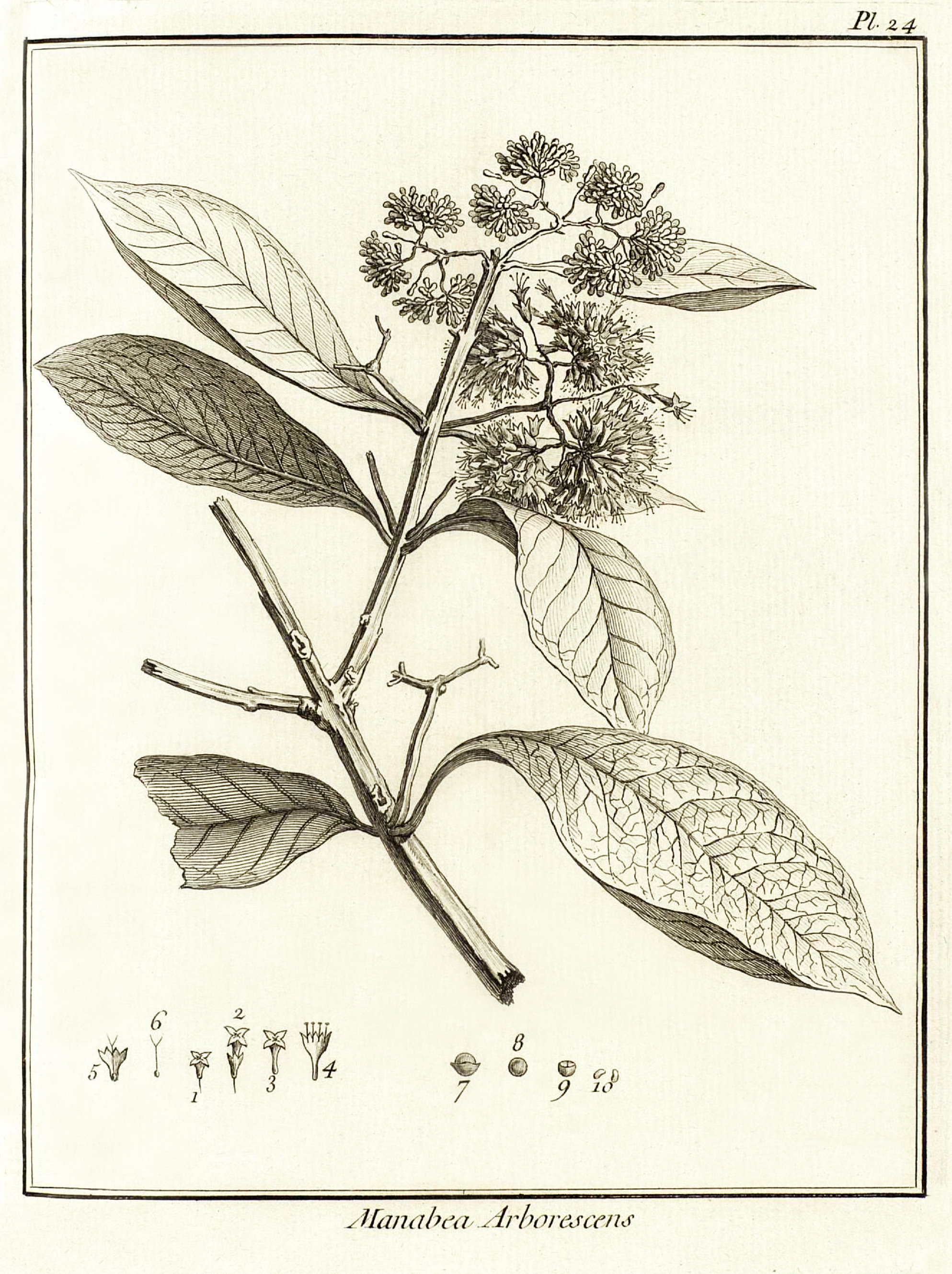
Manabea laeve (=Aegiphila integrifolia) par Aublet (1775) :
Planche 24. - Les fleurs & les parties détaillées ſont repréſentées de grandeur naturelle. - 1. Calice. - 2. Fleur. - 3. Corolle. - 4. Corolle ouverte. Étamines. - 5. Calice ouvert. piſtil. - 6. Ovaire. Style. Stigmate. - 7. Capſule enveloppée en partie du calice. - 8. Capſule. - 9. Capſule couple en travers. - 10. Semences.

En 1775, le botaniste Aublet a décrit pour la première fois Aegiphila integrifolia sous le nom de Manabea arborescens et en a proposé le protologue suivant :
« 2. MANABEA (arboreſcens) foliis ovatis, acuminatis ; floribus glomeratis, albis. (Tabula 24.)
Arbor trunco decem-pedali, in ſummitate ramoſo ; ramis & ramulis tetragonis, nodoſis, hinc & inde ſparſis. Folia oppoſita, ovata, acuta, glabra, integerrima, ſuperne viridia, inferne pallide virentia, petiolata. Flores corymbofl, axillares, corymbis oppoſitis; corymbus tripartitus, ramis singulis tripartitis, ad baſim biglanduloſis ; ramulis duobus oppoſitis, florum capitulo terminatis, intermedio unifloro-, flores ſinguli, brevi pedunculati. Corolla alba. Bacca lutea, ſubrotunda, compreſſa, bilocularis.
Floret variis anni temporibus.
Habitat in ſylvis Caïennæ & Guianæ.
Nomen gallicum, bois DE GOLETTE.
LE MANABO en arbre. (Planche 24.)
Cet arbre eſt de moyenne grandeur. Son tronc s'élève de huit à dix pieds, ſur ſept à huit pouces de diamètre. L'écorce eſt griſâtre, gerſée. Le bois eſt blanchâtre: il pouſſe à ſon ſommet des branches chargées de rameaux noueux, oppoſés, & diſpoſés en croix.
Les branches & les rameaux ſont à quatre angles. Chaque nœud eſt garni de deux feuilles oppoſées. Celles-ci ſont vertes, entières, liſſes, en deſſus, & plus pâles en deſſous, ovales, terminées en pointe ; leur pédoncule eſt court ; les plus grandes ont quatre pouces de longueur ſur un pouce & demi de largeur.
Les fleurs naiſſent à l'aiſſelle des feuilles, ſur une tige à quatre angles qui ſe partage en trois branches, deux oppoſées & une intermédiaire.
Les deux dernières branches oppoſées portent à leur extrémité un groupe de fleurs en forme de tête arrondie. Les branches intermédiaires ne portent qu'une fleur. Au deſſous de la bifurcation de chaque branche ſont places deux petits corps glanduleux. Chaque fleur a ſon pédoncule particulier.
Le calice eſt en forme de coupe, & ſon bord à cinq petites dentelures.
La corolle eſt blanche, d'une ſeule pièce. c'eſt un tube long, attaché au deſſous de l'ovaire, qui s'évaſe, & ſe partage à ſon orifice en quatre lobes égaux & aigus.
Les étamines ſont au nombre de quatre, placées à l'entrée du tube, au deſſous de chaque diviſion de la corolle ; leur filet eſt long. Les anthères ſont blanches, ovoïdes, à deux bourſes ſéparées par un ſillon.
Le pistil eſt un ovaire arrondi, ſurmonté d'un style qui ſe diviſe en deux branches terminées chacune par un ſtigmate obtus.
L'ovaire devient une capsule jaune, comprimée, à deux loges qui contiennent chacune deux petites ſemences brunes. Cette capſule eſt emboëtée, en partie, dans le calice qui ſubſiſte.
Le bois de cet arbre ſe fend très facilement. À Caïenne, on le travaille en lattes pour faire des claies qui forment les cloiſons des maiſons: on les recouvre de terre, que l'on blanchit enſuite avec la chaux, ou une terre blanche commune dans le pays. c'eſt par rapport à cet uſage que les habitans ont nommé cet arbre BOIS DE GOLETTE.

Le Manabo croît dans l'île de Caïenne & dans la Guiane. »
— Fusée-Aublet, 1775.